# سی‌تی‌بی‌سی بانک
سی‌تی‌بی‌سی بانک (انگلیسی: CTBC Bank) شرکت خدمات مالی و بانکداری تایوانی است، که در سال ۱۹۶۶ تأسیس شد.